# Liste der Nummer-eins-Hits in Ungarn (2005)
Dies ist eine Liste der Nummer-eins-Hits in Ungarn im Jahr 2005. Sie basiert auf der Top 40 album-, DVD- és válogatáslemez-lista der Magyar Hanglemezkiadók Szövetsége (Mahasz), dem ungarischen Vertreter der International Federation of the Phonographic Industry.

## Singles
| ← 2004 ← | Liste der Nummer-eins-Hits in Ungarn | Liste der Nummer-eins-Hits in Ungarn | Liste der Nummer-eins-Hits in Ungarn | 2006 →                    |
| \| Zeitraum \| Wo. ges. \| Interpret \| Titel Autor(en) \| Zusätzliche Informationen \| \| (Zeitraum, Wochen auf Platz eins, Interpret, Titel, Autor[en], zusätzliche Informationen) \| \| \| \| \| \| ----------------------------------------------------------------------------------------- \| -------- \| ----------------- \| ------------------------------------------------------------------------------------------------------------------------------------------------ \| ------------------------- \| \| 13. Dezember 2004 – 13. Februar 2005 9 Wochen (insgesamt 12) \| 12 \| Duran Duran \| (Reach Up for The) Sunrise Simon Le Bon, Andrew Taylor, Nick Rhodes, Nigel Taylor, Roger Taylor \| – \| \| 14. Februar 2005 – 10. April 2005 8 Wochen \| 8 \| K-Maro \| Femme like You Louis-Joachim Coté, Cyril Kamar \| – \| \| 11. April 2005 – 22. Mai 2005 6 Wochen \| 6 \| Natalie Imbruglia \| Shiver Natalie Imbruglia, Sheppard Solomon, Francis White \| – \| \| 23. Mai 2005 – 5. Juni 2005 2 Wochen (insgesamt 10) \| 10 \| Rob Thomas \| Lonely No More Rob Thomas \| – \| \| 6. Juni 2005 – 19. Juni 2005 2 Wochen \| 2 \| Backstreet Boys \| Incomplete Harriet Isabel Breer, Jess Clayton Cates, Robert D. Fusari, Calvin C. Gaines, Kari Kimmel, William E. Lee, Dan Muckala, Lindy Robbins \| – \| \| 20. Juni 2005 – 14. August 2005 8 Wochen (insgesamt 10) \| 10 \| Rob Thomas \| Lonely No More Rob Thomas \| – \| \| 15. August 2005 – 21. August 2005 1 Woche \| 1 \| Lemar \| If There’s Any Justice Mick Leeson, Peter Benson Vale \| – \| \| 22. August 2005 – 16. Oktober 2005 8 Wochen \| 8 \| Shakira \| La tortura Luis Fernando Ochoa, Shakira Isabel Mebarak \| – \| \| 17. Oktober 2005 – 6. November 2005 3 Wochen \| 3 \| Jem \| They Jem Griffiths, Ward Lamar Swingle, Gerard B. Young junior \| – \| \| 7. November 2005 – 13. November 2005 1 Woche \| 1 \| James Blunt \| You’re Beautiful James Blunt, Amanda Ghost, Sacha Skarbek \| – \| \| 14. November 2005 – 5. Februar 2006 12 Wochen (insgesamt 14) \| 14 \| Madonna \| Hung Up Madonna Ciccone, Stuart Price, Benny Andersson, Björn Ulvaeus \| – \| |                                      |                                      | |                           |
| ← 2004 |                                      |                                      | | → 2006 →                  |
| Zeitraum | Wo. ges.                             | Interpret                            | Titel Autor(en) | Zusätzliche Informationen |
| (Zeitraum, Wochen auf Platz eins, Interpret, Titel, Autor[en], zusätzliche Informationen) |                                      |                                      | |                           |
| 13. Dezember 2004 – 13. Februar 2005 9 Wochen (insgesamt 12) | 12                                   | Duran Duran                          | (Reach Up for The) Sunrise Simon Le Bon, Andrew Taylor, Nick Rhodes, Nigel Taylor, Roger Taylor                                                  | –                         |
| 14. Februar 2005 – 10. April 2005 8 Wochen | 8                                    | K-Maro                               | Femme like You Louis-Joachim Coté, Cyril Kamar                                                                                                   | –                         |
| 11. April 2005 – 22. Mai 2005 6 Wochen | 6                                    | Natalie Imbruglia                    | Shiver Natalie Imbruglia, Sheppard Solomon, Francis White                                                                                        | –                         |
| 23. Mai 2005 – 5. Juni 2005 2 Wochen (insgesamt 10) | 10                                   | Rob Thomas                           | Lonely No More Rob Thomas | –                         |
| 6. Juni 2005 – 19. Juni 2005 2 Wochen | 2                                    | Backstreet Boys                      | Incomplete Harriet Isabel Breer, Jess Clayton Cates, Robert D. Fusari, Calvin C. Gaines, Kari Kimmel, William E. Lee, Dan Muckala, Lindy Robbins | –                         |
| 20. Juni 2005 – 14. August 2005 8 Wochen (insgesamt 10) | 10                                   | Rob Thomas                           | Lonely No More Rob Thomas | –                         |
| 15. August 2005 – 21. August 2005 1 Woche | 1                                    | Lemar                                | If There’s Any Justice Mick Leeson, Peter Benson Vale                                                                                            | –                         |
| 22. August 2005 – 16. Oktober 2005 8 Wochen | 8                                    | Shakira                              | La tortura Luis Fernando Ochoa, Shakira Isabel Mebarak                                                                                           | –                         |
| 17. Oktober 2005 – 6. November 2005 3 Wochen | 3                                    | Jem                                  | They Jem Griffiths, Ward Lamar Swingle, Gerard B. Young junior                                                                                   | –                         |
| 7. November 2005 – 13. November 2005 1 Woche | 1                                    | James Blunt                          | You’re Beautiful James Blunt, Amanda Ghost, Sacha Skarbek                                                                                        | –                         |
| 14. November 2005 – 5. Februar 2006 12 Wochen (insgesamt 14) | 14                                   | Madonna                              | Hung Up Madonna Ciccone, Stuart Price, Benny Andersson, Björn Ulvaeus                                                                            | –                         |

## Alben
| ← 2004 ← | Liste der Nummer-eins-Hits in Ungarn | Liste der Nummer-eins-Hits in Ungarn | Liste der Nummer-eins-Hits in Ungarn | 2006 →                    |
| \| Zeitraum \| Wo. ges. \| Interpret \| Titel \| Zusätzliche Informationen \| \| (Zeitraum, Wochen auf Platz eins, Interpret, Titel, zusätzliche Informationen) \| \| \| \| \| \| ------------------------------------------------------------------------------ \| -------- \| ------------------ \| ----------------- \| ------------------------- \| \| 22. November 2004 – 6. Februar 2005 11 Wochen \| 11 \| Irigy Hónaljmirigy \| Bazi nagy lagzi \| – \| \| 7. Februar 2005 – 20. Februar 2005 2 Wochen \| 2 \| Adrienn Zsédenyi \| Zséda-Vue \| – \| \| 21. Februar 2005 – 27. März 2005 5 Wochen (insgesamt 7) \| 7 \| Megasztár \| Megasztár 2005 \| – \| \| 28. März 2005 – 3. April 2005 1 Woche \| 1 \| Hooligans \| Vírus \| – \| \| 4. April 2005 – 17. April 2005 2 Wochen (insgesamt 7) \| 7 \| Megasztár \| Megasztár 2005 \| – \| \| 18. April 2005 – 24. Juli 2005 14 Wochen \| 14 \| Nox \| Ragyogás \| – \| \| 25. Juli 2005 – 2. Oktober 2005 10 Wochen \| 10 \| Caramel \| Dalok \| – \| \| 3. Oktober 2005 – 16. Oktober 2005 2 Wochen \| 2 \| Márió \| Velencei nyár \| – \| \| 17. Oktober 2005 – 30. Oktober 2005 2 Wochen \| 2 \| Depeche Mode \| Playing the Angel \| – \| \| 31. Oktober 2005 – 6. November 2005 1 Woche \| 1 \| Halász Judit \| Hívd a nagymamát! \| – \| \| 7. November 2005 – 1. Januar 2006 8 Wochen \| 8 \| Caramel \| Nyugalomterápia \| – \| |                                      |                                      |                                      |                           |
| ← 2004 |                                      |                                      |                                      | → 2006 →                  |
| Zeitraum | Wo. ges.                             | Interpret                            | Titel                                | Zusätzliche Informationen |
| (Zeitraum, Wochen auf Platz eins, Interpret, Titel, zusätzliche Informationen) |                                      |                                      |                                      |                           |
| 22. November 2004 – 6. Februar 2005 11 Wochen | 11                                   | Irigy Hónaljmirigy                   | Bazi nagy lagzi                      | –                         |
| 7. Februar 2005 – 20. Februar 2005 2 Wochen | 2                                    | Adrienn Zsédenyi                     | Zséda-Vue                            | –                         |
| 21. Februar 2005 – 27. März 2005 5 Wochen (insgesamt 7) | 7                                    | Megasztár                            | Megasztár 2005                       | –                         |
| 28. März 2005 – 3. April 2005 1 Woche | 1                                    | Hooligans                            | Vírus                                | –                         |
| 4. April 2005 – 17. April 2005 2 Wochen (insgesamt 7) | 7                                    | Megasztár                            | Megasztár 2005                       | –                         |
| 18. April 2005 – 24. Juli 2005 14 Wochen | 14                                   | Nox                                  | Ragyogás                             | –                         |
| 25. Juli 2005 – 2. Oktober 2005 10 Wochen | 10                                   | Caramel                              | Dalok                                | –                         |
| 3. Oktober 2005 – 16. Oktober 2005 2 Wochen | 2                                    | Márió                                | Velencei nyár                        | –                         |
| 17. Oktober 2005 – 30. Oktober 2005 2 Wochen | 2                                    | Depeche Mode                         | Playing the Angel                    | –                         |
| 31. Oktober 2005 – 6. November 2005 1 Woche | 1                                    | Halász Judit                         | Hívd a nagymamát!                    | –                         |
| 7. November 2005 – 1. Januar 2006 8 Wochen | 8                                    | Caramel                              | Nyugalomterápia                      | –                         |